# Dory Manor
Dory Manor (né en 1971 à Tel Aviv) est un poète, traducteur (français-hébreu), essayiste, éditeur, directeur littéraire, rédacteur en chef germano-israélien. En 2019, Manor est décoré chevalier de l'Ordre des Arts et des Lettres par le gouvernement français pour sa contribution au rayonnement de la culture française en Israël.

## Biographie
Dory Manor est né à Tel Aviv. Son père, originaire de Berlin, fut le garde du corps de Golda Meir, Premier ministre et de Moshe Dayan, ministre de la Défense lors des guerres de 1967 et de 1973, avant de devenir avocat. Sa mère, née à Mazkeret Batya, localité agricole fondée en 1886, travaillait dans le Service de sécurité intérieure israélien (Le Shabak, hébreu :שב"כ). Conformément à la coutume de l'époque parmi le personnel des services de sécurité israéliens, son père a hébraïsé le nom de famille allemand Mannheimer en Manor.
En 1995, Manor s'installe à Paris, où il réside jusqu’en 2006. Pendant cette période, il tisse de nombreuses relations dans le monde littéraire français et enseigne dans divers établissements universitaires, notamment à Sciences Po et à l'INALCO.
Dory Manor possède un doctorat en littératures comparées et traductologie de l'INALCO Langues O'. Sa thèse de doctorat, ayant reçu les félicitations du jury, portait sur les problématiques de la traduction poétique entre le français et l'hébreu, en se penchant notamment sur les traductions de Charles Baudelaire en hébreu, leur réception et leur influence.
Il a séjourné en résidence au Collège international pour la traduction littéraire d'Arles en 2003, aux Correspondances de Manosque en 2011, et a bénéficié de bourses Fulbright pour résider en Iowa en 2011. Manor est membre honoraire du programme d'écrivains internationaux de l'Université de littérature de l'Iowa.
Lauréat de la bourse pour la littérature en langue non allemande attribuée aux auteurs berlinois pour l'année 2023, qui lui a été distribuée pour la rédaction d’un roman en hébreu, Manor réside actuellement à Berlin avec son époux, l'écrivain israélien, Moshe Sakal.

## Activité littéraire

### Traductions
À l'âge de 18 ans, Manor publie ses premières traductions des Fleurs du Mal de Charles Baudelaire dans le supplément littéraire du quotidien Haaretz. Ces traductions bouleversent les milieux littéraires israéliens et suscitent des éloges tant au sein des cercles universitaires que littéraires. L'anthologie Les Feurs du Mal qui suit, connaît un très grand succès, avec onze réimpressions et une adaptation musicale par l'un des chanteurs israéliens les plus en vue, Maor Cohen.
Manor a publié de nombreuses traductions d'œuvres de poésie et de prose françaises, à la fois classiques et modernes, parmi lesquelles figurent Molière, René Descartes, Voltaire, Gustave Flaubert, Charles Baudelaire, Stéphane Mallarmé, Arthur Rimbaud, Paul Valéry, Guillaume Apollinaire, Jean Genet, Françoise Sagan, Marguerite Duras, Jacques Roubaud, François Weyergans, Jacques Réda ou encore Jean Echenoz. De l'anglais, il a traduit, entre autres, les œuvres de William Blake, WH Auden ou encore Allen Ginsberg, tandis que de l'espagnol, il a traduit des poèmes de Federico Garcia Lorca et de Luis Cernuda.

### Œuvre littéraire

#### Poésie
Manor a publié jusqu'à présent cinq recueils de poésie. Son premier recueil, intitulé Minorité (hébreu : מיעוט), a vu le jour en 2000. en 2001, Manor coécrit avec la poétesse Anna Herman le livret de l'opéra Alpha et Omega du compositeur Gil Shohat, inspiré d'une série de lithographies d'Edvard Munch. Cette collaboration, créée à l’Opéra israélien sous la direction de Gary Bertini, est choisie par l'Académie de théâtre d'Israël comme l'événement exceptionnel de l'année dans le domaine des arts du spectacle. En 2005, Manor publie son deuxième recueil intitulé Baritone (hébreu : בריטון), développe la poétique formelle de Manor et qui comprend également des traductions de poèmes français classiques et contemporains. En 2012, Le Centre de La Chair (hébreu : אמצע הבשר) voit le jour, une édition complète de l'œuvre poétique de Manor, sous la direction de  Dan Miron, professeur émérite à  Columbia University, postfacée d'un essai approfondi de sa plume. En 2020, Manor publie son cinquième recueil de poésie, À l'écart d'une âme (hébreu : נפש אחת אחריך).

#### Prose
Manor publie régulièrement des essais dans le supplément littéraire de Haaretz ainsi que dans la revue Ô. Figure majeure de la poésie hébraïque contemporaine, Dory Manor s'est tourne en 2002 pour la première fois vers la prose avec Canicules (hébreu : שרב ראשון), un récit autobiographique relatant son enfance peu conventionnelle, son passage à l'âge adulte, sa découverte de l'homosexualité et de la poésie, notamment celle de Baudelaire.

## Maison d'éditions et Revue Littéraire
Dory Manor est le fondateur et rédacteur en chef de la revue littéraire Ô !, créée en 2005. Revendiquant un certain classicisme dans la forme, la revue se positionne contre le concept poétique dominant dans les milieux littéraires en Israël, suscitant ainsi de vifs débats dans la presse littéraire israélienne . Devenue une revue phare pour les prosateurs et poètes israéliens de premier plan, "Ô" se déclare œuvrer à la découverte de nouveaux talents. Parmi les auteurs qui publient dans Ô ! on compte des figures majeures de la littérature et de la pensée israélienne, comme A.B. Yehoshua, Yehoshua Kenaz, Dror Mishani, Zeev Sternhell, Nili Mirski, Ilana Bernstein, Hedva Harekhavi ou encore l’ancien président israélien Reuven Rivline.
L'activité de Manor en tant que rédacteur en chef de Ô ! lui a valu en 2011 le Prix du ministère de la culture  israélien pour l'édition littéraire.
Entre 2006 et 2012, Manor est rédacteur en chef de la maison d'édition du programme de soutien à l'art sous l'égide de l'État d'Israël (Sal Tarbut Artsi).
En 2015 il co-édite avec Ronen Sonis de l’Université hébraïque de Jérusalem Niflaata (hébreu : נפלאתה), la première anthologie de poésie LGBT en hébreu, comprenant des pièces en traduction allant de l’antiquité grecque et romaine jusqu’à nos jours, ainsi que de nombreuses poésies originellement écrites en hébreu classique et moderne.

### Maison d'éditionLe 21e - des Classiques pour le troisième millénaire
En 2021, Manor fonde la maison d'édition Le 21e - des Classiques pour le troisième millénaire, qui a publié, entre autres, Les Maudits, une sélection d'œuvres de Charles Baudelaire, Arthur Rimbaud, Paul Verlaine, Stéphane Mallarmé, et d'autres ; Feuilles de neige, une anthologie de poésie yiddish moderne traduite par Benny Mer, ainsi que La soif de toi, une anthologie inédite de poésie lesbienne israélienne.

## Distinctions
- Prix du Premier ministre pour les écrivains hébreux (2007, Israël)[14].
- Prix Tchernichovsky pour la traduction de chefs-d'œuvre mondiaux (2008, Israël) Manor est le plus jeune lauréat dans l’histoire de ce prestigieux prix[14].
- Prix du Ministère de la Culture pour la direction littéraire (2011, Israël) - pour la direction littéraire de la revue Ô ![13].
- Prix Yehuda Amichai le meilleur auteur de  poésie hébraïque (2015, Israël)[15].
- Prix du Premier ministre pour les écrivains hébreux (2018)[16].
- Chevalier de l'Ordre national des Arts et des Lettres (2019, France).